# دانیل اشتام
دانیل اشتام (آلمانی: Daniel Stamm؛ زادهٔ ۲۰ آوریل ۱۹۷۶ در هامبورگ) یک کارگردان، فیلم‌نامه‌نویس، تدوین‌گر آلمانی است که برای کارگردانی و تدوین فیلم ترسناک آمریکایی آخرین جن‌گیری شناخته شده‌است.